# چوواشسکی ناگاداک
چوواشسکی ناگاداک (به لاتین: Chuvashsky Nagadak) یک منطقهٔ مسکونی در روسیه است که در باشقیرستان واقع شده‌است.